# Ділова дівчина
«Ділова дівчина» або «Ділова жінка» (англ. Working Girl) — американський кінофільм режисера Майка Ніколса, що вийшов на екрани в 1988 році. Фільм отримав премію «Оскар» і чотири премії «Золотий глобус».

## Деталі сюжету
Тесс МакГілл — розумна й амбітна дівчина з Нью-Йорку, не позбавлена ділової хватки, з економічною освітою, отриманою у вечірній школі. Її мета: переміститися службовою драбиною з секретарів на керівний пост. Їй вже виповнилося 30 років, а її мрія залишається досі нездійсненою.
Після скандального звільнення вона отримує місце секретаря у Кетрін Паркер, яка заохочує Тесс ділитися будь-якими розумними ідеями, нібито з метою допомогти їй вибитися в люди. Тесс приходить з пропозицією, щоб компанія Trask, один з клієнтів фірми, вклала капітал в радіостанції замість телебачення. Коли Кетрін говорить їй, що допоможе, Тесс починає відчувати, що удача нарешті посміхнулася їй. Однак, коли Паркер ламає ногу на канікулах в Європі, Тесс виявляє, що Кетрін планує вкрасти її ідею. У той же вечір, повернувшись додому, дівчина застає свого друга, Міка, в ліжку з іншою жінкою.
Тесс йде від Міка і зв'язується з Джеком Трейнером, нібито від імені хворої Кетрін. Вона розповідає йому, що у неї є приваблива пропозиція, і призначає зустріч. Напередодні Тесс випадково зустрічає Джека в барі й, сама того не підозрюючи, випиває більше, ніж може. Джек забирає дівчину до себе додому відіспатися. На наступний ранок з'ясовується, хто той хлопець в барі. Вона знову представляє свою пропозицію йому, але його колеги не виявляють зацікавленості.
Коли Джек несподівано з'являється в офісі Кетрін, Тесс просить свою найкращу подругу Синтію, щоб та побула хоча б на час її «секретарем». Джек повідомляє Тесс, що йому її ідея подобається, і він готовий працювати над нею.
Джек і Тесс проводять разом кілька днів. На зустрічі зі злиття компаній Trask/Metro Джек і Тесс розуміють, що вони закохані одне в одного. Водночас Кетрін дізнається про дії Тесс і прибуває на нараду, звинувачуючи Тесс в крадіжці «її» ідеї, і оголошує, що Тесс фактично тільки секретар. Тесс нездатна змусити інших зрозуміти, що Кетрін — брехуха.
Повернувшись в офіс, Тесс упаковує свої речі. Тут свою допомогу пропонує Джек, і разом їм вдається переконати Орена Траско, що Кетрін брехала. Траско викриває Кетрін і пропонує Тесс роботу «початкового рівня», яку вона з радістю приймає. Тесс залишається з Джеком.

## У ролях
- Мелані Гріффіт — Тесс МакГілл
- Сігурні Вівер — Кетрін Паркер
- Гаррісон Форд — Джек Трейнер
- Джоан К'юсак — Синтія
- Філіп Боско — Орен Траско
- Олімпія Дукакіс — менеджер з персоналу
- Алек Болдвін — Мік Дуган
- Олівер Плетт — Девід Лутц
- Кевін Спейсі — Боб Спек
- Девід Духовни — приятель Тесс на вечірці з нагоди дня народження
- Джеффрі Нордлінг — Тім Рурк
- Керолайн Аарон — секретарка

## Нагороди та номінації
- 1989 — премія Оскар за найкращу оригінальну пісню (Let The River Run, Карлі Саймон), а також 5 номінацій: найкращий фільм (Дуглас Вік), найкращий режисер (Майк Ніколс), найкраща акторка (Мелані Гріффіт), найкраща акторка другого плану (Сігурні Вівер і Джоан К'юсак).
- 1989 — 4 премії «Золотий глобус»: найкращий фільм — комедія або мюзикл, найкраща акторка в комедії або мюзиклі (Мелані Гріффіт), найкраща акторка другого плану (Сігурні Вівер), найкраща оригінальна пісня (Let The River Run, Карлі Саймон); а також дві номінації — найкращий режисер (Майк Ніколс) і найкращий сценарій (Кевін Уейд).
- 1989 — номінація на премію Гільдії режисерів США (Майк Ніколс).
- 1989 — номінація на премію Гільдії сценаристів США за найкращий оригінальний сценарій (Кевін Уейд).
- 1990 — премія «Греммі» за найкращу пісню, написану для кіно чи телебачення (Let The River Run, Карлі Саймон).
- 1990 — три номінації на премію BAFTA: найкраща акторка (Мелані Гріффіт), найкраща акторка другого плану (Сігурні Вівер), найкраща оригінальна музика (Карлі Саймон).

## Цікаві факти
- У фільмі «Ділова дівчина» відбувся дебют у кіно Девіда Духовни в епізодичній ролі.
- У фільмі «Маленька чорна книжка» Стейсі (Бріттані Мерфі) розглядає постер фільму «Ділова дівчина», захоплюючись цілеспрямованістю його головної героїні — Тесс МакГілл. Пізніше в «Маленькій чорній книжці» звучить музика з цього фільму.